# Президент США
Президент США (англ. President of the United States) — глава государства и исполнительной власти США с функциями главнокомандующего Вооружёнными силами США. Имеет право вето на законопроекты (билли), принятые Конгрессом США. Должность введена Конституцией США, принятой Конституционным конвентом (собранием) в 1787 году. Первым президентом США стал в 1789 году Джордж Вашингтон. До его вступления в должность название «президент» использовалось в сочетании «президент Континентального конгресса» — председатель съезда представителей колоний, на котором была принята Декларация о независимости.
Действующий президент США — Дональд Трамп. Официально 47-й президент США. Вступил в должность 20 января 2025 года.

## Требования к кандидатам
Стать президентом США по Конституции США может только гражданин США по рождению (либо тот, кто был гражданином США на дату принятия Конституции; не имели гражданства США при рождении родившиеся до провозглашения независимости первые 7 президентов от Вашингтона до Джексона и 9-й президент Уильям Гаррисон; кроме того, 8-й президент Мартин Ван Бюрен и 12-й президент Закари Тейлор родились в США до принятия Конституции), старше 35 лет и проживающий в США не менее 14 лет. Самым пожилым президентом на момент избрания на первый срок является президент Джо Байден, достигший к тому моменту возраста 77 лет, а переизбранным на второй срок — Дональд Трамп в возрасте 78 лет. Самым молодым избранным президентом стал Джон Кеннеди, вступивший в должность в возрасте 43 лет. Фактически же самым молодым президентом стал Теодор Рузвельт, вступивший в должность в возрасте 42 лет и 10 месяцев, но он не был избран, а стал президентом после убийства в 1901 году Уильяма Мак-Кинли.
Согласно 22-й поправке к Конституции, принятой в 1951, одно и то же лицо может быть избрано президентом США не более двух раз (неважно, подряд или с перерывом). Кроме того, если некоторое лицо после смерти или отставки избранного президента занимало президентский пост (с поста вице-президента или иначе) на протяжении 2 лет и более, то это лицо в дальнейшем может быть избрано президентом не более 1 раза. Фактически президенты и ранее почти все соблюдали это неписаное правило, следуя примеру Джорджа Вашингтона, который пробыл в должности только два срока. Однако в 1940 году Франклин Д. Рузвельт был избран на третий срок, а в 1944 году — и на четвёртый (умер в 1945 году). После этого, не умаляя заслуг Рузвельта и чрезвычайных условий, в которых он переизбирался (Вторая мировая война), было решено законодательно ограничить количество возможных переизбраний, чтобы этот случай не стал прецедентом для установления диктатуры. 22-я поправка не имела обратной силы и не распространялась на действовавшего в тот момент президента Гарри Трумэна, пробывшего президентом почти полностью срок Рузвельта после его смерти (1945—1949) плюс свой собственный (1949—1953), но Трумэн сам не пожелал вновь баллотироваться в 1952 году.
Только два президента, Гровер Кливленд и Дональд Трамп, занимали пост два срока с перерывом.
Во многих странах с республиканским правлением требования к кандидатам в президенты соответствуют требованиям в США, например, возрастной ценз.

## Выборы
Президент США избирается на четырёхлетний срок вместе с вице-президентом с помощью непрямых (двухступенчатых) выборов.
Президент и вице-президент идут «в связке» в течение всей выборной кампании.
Непосредственно за президента и вице-президента голосует так называемая коллегия выборщиков. По конституции, Законодательное собрание каждого штата может назначить определённое количество выборщиков (равное количеству представителей штата в Конгрессе), которые будут представлять интересы штата. Способ, с помощью которого определяется список выборщиков, Законодательное собрание может выбрать по своему усмотрению, однако в настоящее время все штаты определяют своих выборщиков с помощью всеобщего голосования, которое происходит в первый вторник после первого понедельника ноября в год, деление которого на четыре не образует остатка.
Голосование выборщиков происходит в начале декабря и представляет собой известную формальность, хотя неоднократно выборщики голосовали не так, как обещали при их избрании, оказываясь «ненадёжными». В части штатов существуют законы, обязывающие выборщиков голосовать так, как предписывает им штат.
Выборщики голосуют отдельно за президента и вице-президента, для избрания кандидат должен набрать абсолютное большинство (более половины) голосов выборщиков, в настоящее время составляющих 538 человек. Если этого не происходит, то президента или вице-президента избирает Палата представителей или, соответственно, Сенат Конгресса США из числа кандидатов, набравших наибольшее количество голосов выборщиков по правилам, определённым конституцией.
Первый президент США Джордж Вашингтон являлся независимым кандидатом. С тех пор в условиях сложившейся в США двухпартийной системы на всех выборах одерживал победу и становился президентом представитель (который определялся на праймериз) одной из двух основных партий (с середины XIX века — Демократической или Республиканской), и только два раза (1860 и 1912 годы) т. н. «третьим партиям» удавалось занять второе место. Последний случай, когда «третий» кандидат одерживал победу хотя бы в одном из штатов, относится к 1968 году, когда большинство голосов избирателей в 5 штатах получил кандидат от Американской независимой партии Джордж Уоллес. Последний случай, когда «третий» кандидат добился относительно существенных процентных результатов (хотя и остался на третьем месте) — выборы 1992 года (независимый кандидат Росс Перо получил 18,9 % голосов избирателей).

## Вступление в должность
Вновь избранный президент и Вице-президент вступают в должность в полдень 20 января следующего года после выборов; устраивается торжественная церемония — инаугурация президента США. До принятия в 1933 году Двадцатой поправки к Конституции США датой инаугурации было 4 марта.
Во время инаугурации президент приносит следующую присягу или даёт следующее торжественное обещание: «Я торжественно клянусь, что буду добросовестно исполнять должность президента Соединённых Штатов и в полную меру сил своих буду поддерживать, охранять и защищать Конституцию Соединённых Штатов».
В конце присяги традиционно добавляют ещё слова: «Да поможет мне Бог» (So help me God), хотя Конституцией они не требуются.

## Заработок
Президент в установленные сроки получает за свою службу фиксированное вознаграждение, которое не может меняться в течение периода, на который он был избран. Также в пределах этого периода он не может получать никаких иных доходов от Соединённых Штатов или какого-либо из штатов. Однако может получать деньги из других источников (например, от продажи книг). В период президентства Барака Обамы (с 2009 по 2017 год) зарплата президента США составляла 400 тысяч долларов США в год. В период президентства Дональда Трампа зарплата главы государства сохранена на том же уровне ($400 000), однако Трамп заявил, что ежегодно оставляет себе только один доллар из этой суммы, а остальное отдаёт на благотворительность.

## Резиденция
Резиденция президентов (начиная со второго, Джона Адамса) — Белый дом в Вашингтоне. Рабочий кабинет (начиная с Уильяма Тафта) — Овальный кабинет Белого дома. Загородная резиденция — Кэмп-Дэвид.

## Полномочия и обязанности
Президент является главнокомандующим вооружёнными силами Соединённых Штатов и полиции отдельных штатов, когда она призывается на действительную службу США.
Президент США имеет право:
- потребовать мнение в письменном виде от высшего должностного лица в каждом из исполнительных департаментов по любому вопросу, касающемуся их должностных обязанностей;
- даровать отсрочку исполнения приговора, а также помилование за преступления против Соединённых Штатов, кроме как по делам импичмента (не только собственного, но и чиновников иных уровней);
- по совету и с согласия Сената заключать международные договоры при условии их одобрения двумя третями присутствующих сенаторов;
- заполнять все вакансии, открывающиеся в период между сессиями Сената, выдавая удостоверения на должности, срок действия которых истекает в конце его следующей сессии;
- в чрезвычайных случаях может созвать обе палаты Конгресса или любую из них;
- в случае разногласий между палатами Конгресса по поводу времени переноса заседаний переносить их самому на такое время, какое сочтёт уместным;
- подписать или отклонить закон, принятый Конгрессом.

Президент США по совету и с согласия Сената назначает Кабинет США, послов, других официальных представителей и консулов, судей Верховного суда и всех других должностных лиц США, назначение которых Конституцией не предусматривается в ином порядке и должности которых устанавливаются законом (но Конгресс может законом предоставить право назначения таких нижестоящих должностных лиц, каких сочтёт уместным, президенту единолично, судам или главам департаментов)
Президент периодически даёт Конгрессу информацию о положении страны и рекомендует к его рассмотрению такие меры, которые он сочтёт необходимыми и целесообразными.
Президент США принимает послов и других официальных представителей, обязан заботиться о том, чтобы законы добросовестно исполнялись, удостоверяет в должности всех должностных лиц Соединённых Штатов.
Президент США подписывает федеральные законы (билли), принимаемые Конгрессом. Если в течение десяти дней закон не был отклонен президентом, он вступает в силу автоматически. Если президент отклоняет закон, Конгресс двумя третями голосов каждой палаты может преодолеть вето президента, и закон вступит в силу без его одобрения и подписи.

## Прекращение полномочий
Различаются следующие случаи:
1. Истечение срока полномочий — наиболее частый случай.
2. Кончина; четыре президента — Уильям Гаррисон, Закари Тейлор, Уоррен Гардинг и Франклин Рузвельт — умерли в должности своей смертью, четыре — Авраам Линкольн, Джеймс Гарфилд, Уильям Мак-Кинли и Джон Кеннеди — были убиты.
3. Добровольная отставка, которой пока воспользовался только Ричард Никсон (см. Уотергейт).
4. Президент может быть отстранён от должности после осуждения в порядке импичмента за государственную измену, взяточничество или другие серьёзные преступления. Пока ни один президент не был отстранён от должности, однако были пять попыток импичмента: Эндрю Джонсона в 1868 году, Ричарда Никсона в 1974 году[англ.], Билла Клинтона в 1998 году и Дональда Трампа дважды: в 2020 и 2021 годах.

Президент, чей срок полномочий приближается к концу (в особенности после того, как уже избран его преемник), носит неофициальное прозвище «хромая утка».

## Порядок замещения должности
В случае отстранения президента от должности, его смерти, отставки или неспособности осуществлять полномочия и обязанности таковые переходят к вице-президенту США. Первоначальный текст конституции США был двусмысленен и позволял как толкование, согласно которому вице-президент получает только полномочия и обязанности (то есть становится, условно говоря, «и. о. президента США»), так и толкование, согласно которому вице-президент получает саму должность (то есть становится президентом США и приносит соответствующую присягу). На протяжении XIX века и XX века это положение всегда практически толковалось в том смысле, что вице-президент становится полновластным президентом; первый прецедент такого перехода полномочий имел место с Джоном Тайлером в 1841 году, который после кончины Уильяма Гаррисона немедленно провозгласил себя президентом США и отказывался распечатывать письма, адресованные «и. о. президента». Лишь в 1967 году принята 25-я поправка к Конституции, согласно которой в таком случае однозначно «вице-президент становится президентом».
В случае отстранения, смерти, отставки или недееспособности как президента, так и вице-президента Конгресс может принять закон, указывающий, какое должностное лицо будет действовать в качестве президента. Такое должностное лицо выполняет соответствующие обязанности, пока не устранена причина неспособности президента выполнять свои обязанности или не избран новый президент. C 1947 года действует закон, согласно которому президента замещают в его должности следующие официальные лица в таком порядке (указан современный состав министерств, включая созданные после 1947 года):
1. вице-президент,
2. спикер Палаты представителей (после освобождения с должности спикера и члена Палаты представителей),
3. временный председатель Сената (традиционно этот пост занимает старший сенатор из партии большинства; постоянным председателем Сената является вице-президент),
4. государственный секретарь,
5. министр финансов,
6. министр обороны,
7. министр юстиции,
8. министр внутренних дел,
9. министр сельского хозяйства,
10. министр торговли,
11. министр труда,
12. министр здравоохранения и социальных служб,
13. министр жилищного строительства и городского развития ,
14. министр транспорта,
15. министр энергетики,
16. министр образования,
17. министр по делам ветеранов,
18. министр внутренней безопасности.

После вице-президента и избираемых председателей палат в списке идут министерские должности Кабинета США в порядке учреждения (последним идёт Министерство внутренней безопасности, созданное в 2003 г.). До 1947 г. председатели палат Конгресса не имели приоритета над министрами; этот приоритет введён Гарри Трумэном для уменьшения вероятности ситуации, когда президент сам назначает своего преемника. В настоящее время список насчитывает всего 18 должностей (есть теории заговора, согласно которым существует секретное продолжение списка, насчитывающее 50 или 100 имён и рассчитанное на случай ядерной войны или масштабной катастрофы; большинство экспертов воспринимает их скептически).
Порядок замещения ограничен тем условием, что лицо, вступающее в обязанности президента, должно быть гражданином США по рождению на его территории, иметь не менее 35 лет от роду и жить в США 14 лет (если одно из этих условий не выполняется, то соответствующее лицо пропускается, и право замещения переходит на следующий номер в списке). Невозможен переход президентских полномочий к временно исполняющему обязанности спикера или министра; лицо, получающее президентские полномочия, должно быть до момента открытия вакансии на этом посту официально назначено (избрано Конгрессом) на дающую это право должность. Опять же не существует действующих законов, уточняющих, становится ли это лицо президентом или и. о. президента; прецедентов такой передачи власти пока не было.
Следующие президенты: Дж. Тайлер, М. Филлмор, Э. Джонсон, Ч. Артур, Т. Рузвельт, К. Кулидж, Г. Трумэн, Л. Джонсон и Дж. Форд вступили в должность с поста вице-президента, причём Дж. Форд раньше не был избран и на этот пост, а назначен Конгрессом по представлению президента. Т. Рузвельт, К. Кулидж, Г. Трумэн и Л. Джонсон были избраны впоследствии на очередных выборах.

## Временная передача обязанностей
Согласно той же 25-й поправке к Конституции, в случае временной недееспособности президента (определяемой им самим или другими представителями исполнительной власти, а прекращаемой согласно заявлению президента) вице-президент США может временно действовать как исполняющий обязанности президента США. Всего было 4 таких случая, связанных с медицинскими процедурами, требующими общего обезболивания (1985 — Рейган на 8 часов передавал полномочия Бушу-старшему, 2002 и 2007 — Буш-младший передавал полномочия Чейни, каждый раз на 2 часа, 2021 — Байден на 1,5 часа передавал полномочия Харрис).

## Династии президентов
Три президента были прямыми потомками предшественников:
- 6-й президент Джон Куинси Адамс — сын 2-го президента Джона Адамса.
- 23-й президент Бенджамин Гаррисон — внук 9-го президента Уильяма Г. Гаррисона.
- 43-й президент Джордж Буш-младший — сын 41-го президента Джорджа Буша-старшего.

Жена Джорджа Буша-старшего Барбара Буш и их сын Джордж Буш-младший являются дальними родственниками 14-го президента Франклина Пирса.
32-й президент Франклин Д. Рузвельт — дальний родственник 26-го президента Теодора Рузвельта (к тому же он был женат на его племяннице Элеоноре).